# Центральний проспект (Сіверськодонецьк)
Центральний проспект — проспект у Сіверськодонецьку. Довжина 2510 метрів. Починається від перетину з вулицею Сметаніна. Перетинає бульвар Незалежності України, вулиці Енергетиків, Гоголя, проспект Хіміків, вулиці Федоренка і Богдана Хмельницького, Гвардійський проспект і вулицю Миколи Леонтовича.
У нього впираються вулиці Шкільна, Івана Франка і Науки. Закінчується на перетині з вулицею Новікова. Забудована багатоповерховими житловими будинками.

## Історія
На початку 60-х були об'єднані дві вулиці міста: Радянська і Ворошилова. Так з'явився Радянський проспект (нині Центральний) — перший у місті. Він став своєрідним екватором і місцем великих будівництв. Саме тут зведені багато визначних пам'яток Сіверськодонецька: Палац хіміків, Міський палац культури, будівля міської ради, «Дитячий світ», Льодовий палац, кінотеатр «Сучасник». Останні відкрився в 1966 році — в той час не в кожному обласному центрі був свій широкоформатний кінотеатр. На Центральному проспекті також розташовані: дитячо-юнацька спортивна школа, спортивний комплекс «Будівельник», криті та відкриті тенісні корти, басейн, льодова арена.